# 망울해면체근
망울해면체근(bulbospongiosus muscle), 또는 구해면체근은 샅의 얕은층 근육 중 하나이다. 남성과 여성에서 이는곳, 닿는곳, 기능이 약간 다르다. 이 근육은 남성의 경우 음경망울을 덮고, 여성의 경우 질어귀망울을 덮는다.
양쪽 성별에서 모두 망울해면체근은 음부신경의 가지인 샅신경의 깊은가지(근육가지)에 의해 지배를 받는다.

## 구조
남성의 경우 망울해면체근은 항문 앞 샅의 중간선에 위치한다. 두 개의 좌우대칭인 부분으로 이루어져 있으며, 힘줄로 이루어진 샅솔기에 의해 정중선을 따라 두 부분이 붙어 있다. 이는곳은 샅중심체와 앞쪽의 샅솔기이다.
여성에서는 근육의 두 부분이 결합하지 않으며 샅솔기도 없다. 좌우 두 부분은 주로 분리되어 있으며 남성과 마찬가지로 샅중심체에서 일어난다. 샅중심체는 힘줄로서 망울해면체근, 얕은샅가로근, 바깥항문조임근이 모여서 주요 장기들과 질 지지 구조를 형성하는 지점이다.

### 근육 섬유
망울해면체근의 섬유는 여러 갈래로 갈라진다. 가장 뒤쪽은 샅막에서 끝나는 얇은 층을 이룬다. 중간 섬유는 망울과 요도해면체의 인접한 부분을 둘러싸고 반대쪽의 섬유와 합류하여 요도해면체의 윗부분에서 강한 널힘줄로 연결된다. 앞쪽 섬유는 음경해면체의 측면에 퍼져 있으며 부분적으로는 궁둥해면체근의 앞쪽에서 음경해면체에 닿으며 때때로 두덩뼈까지 주행한다. 부분적으로는 음경등동맥과 음경등정맥을 덮는 힘줄 확장부(expansion)로 끝난다.

## 기능
남성의 발기, 오르가슴 감소 및 사정에 기여한다. 여성에서는 음핵 발기와 오르가슴 수축에 기여하고 질을 닫는다.
방광이 내용물을 배출한 후 요도 관을 비우는 역할을 한다. 배뇨 행위의 대부분이 진행되는 동안 근육 섬유는 이완되어 있고 배뇨가 끝날 때만 작용한다.
독일의 해부학자 카를 프리드리히 테오도르 크라우제는 중간 섬유는 망울의 발기 조직을 압박하여 요도해면체의 발기를 돕는다고 주장했다.
또한 앞쪽 섬유도 음경의 근막에 닿으며 연속되기 때문에, 깊은음경등정맥을 압박하여 음경의 발기에 기여한다.

## 추가 이미지
위키미디어 공용에 망울해면체근 관련 미디어 분류가 있습니다.

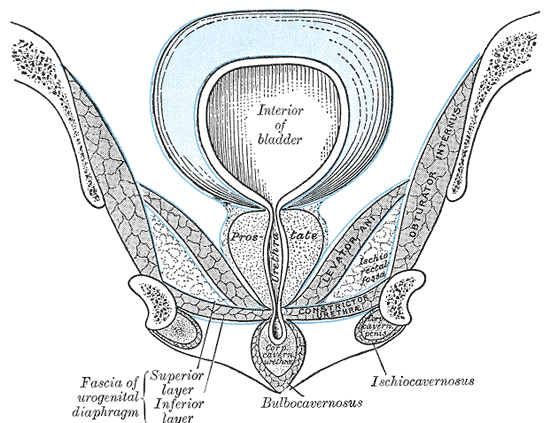
두덩활을 통해 골반 앞쪽 부분을 관상면으로 자른 그림. 앞에서 본 그림.
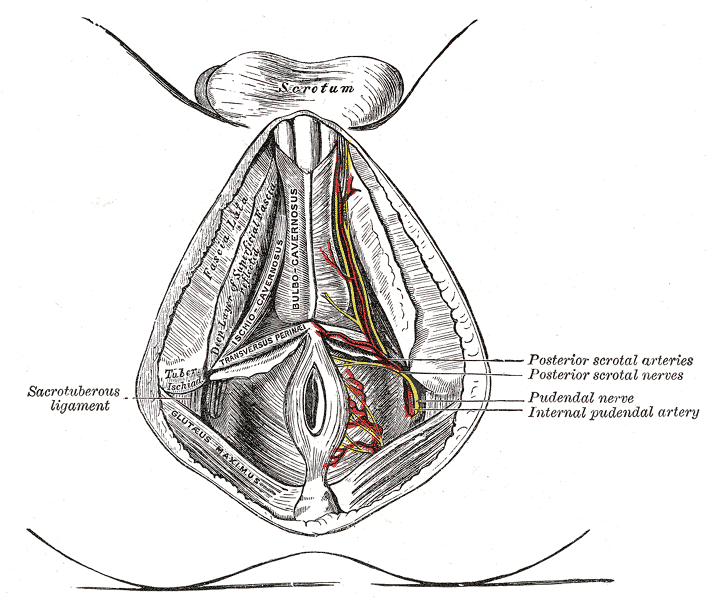
속음부동맥의 얕은 가지들을 나타낸 그림.

## 참고 문헌
이 문서는 현재 퍼블릭 도메인에 속하는 그레이 해부학 제20판(1918) page 428의 내용을 기초로 작성된 글이 포함되어 있습니다.
1. ↑  Maclean, Allan; Reid, Wendy (2011). 〈40〉.   Shaw, Robert. 《Gynaecology》. Edinburgh New York: Churchill Livingstone/Elsevier. 599–612쪽. ISBN 978-0-7020-3120-5; Access provided by the University of Pittsburgh
2. 1 2  “Bulbospongiosus”. 2022년 2월 27일에 확인함.
3. ↑  “Human Anatomy, The Female Perineum, Muscles of the Superficial Perineal Pouch”. 《act.downstate.edu》. SUNY Downstate Medical Center. 2019년 7월 31일에 원본 문서에서 보존된 문서. 2018년 2월 3일에 확인함.
4. ↑  Marieb, Elaine (2013). 《Anatomy & physiology : books a la carte edition》. Benjamin-Cummings. 895쪽. ISBN 9780321887603.